# Високопиля
Високопиля (на украински: Високопілля) е селище от градски тип в Южна Украйна, Високопилски район на Херсонска област. Основано е през 1869 година. Населението му е около 4699 души.